# 藏式雕楼建筑群
藏式雕楼建筑群，位于中国青海省囊谦县扎乡东日尕村，为第六批青海省文物保护单位，公布日期为1998年12月22日，类型为古建筑。
藏式雕楼建筑群的历史年代为清。